# Mildreda
Mildreda – imię żeńskie pochodzenia germańskiego, składające się z członów mil- //mild- ("miłosierna, szczera, dobra") i -red // -rad ("pomoc, rada, ratunek").
Patronką tego imienia jest: św. Mildreda z Thanet (zm. 734) - dziewica, ksieni, córka króla Mercji (zm. 734).
Mildreda imieniny obchodzi 13 lipca.
Znane osoby noszące to imię:
- Mildred Jeffrey
- Mildred Singleton

Zobacz też: (878) Mildred